# 호세 무르시아
호세 "페페" 무르시아 곤살레스(스페인어: José "Pepe" Murcia González, 1964년 12월 3일, 안달루시아 주 코르도바 ~)는 스페인의 축구 감독이다.

## 축구 경력
안달루시아 주 코르도바 출신인 무르시아는 현역 시절 경기를 치른 최고 리그는 세군다 디비시온 B로, 1992년에 불과 27세의 나이로 부상 때문에 축구화를 벗어야 되었다. 그는 여러 유소년부 감독으로서 지휘하다가, 코르도바를 비롯한 구단을 지원했다. 코르도바 2군을 성공적으로 지휘한 후(그는 2년 연속 승격으로 테르세라 디비시온에 소속 구단을 올렸다) 2001-02 시즌 감독을 역임한 4명의 감독들 중 하나로, 1군을 이끌고 막판 8경기에서 4승 2무 2패를 쟁취해 소속 구단의 세군다 디비시온 잔류에 성공했다.
무르시아는 이후 3부 리그 구단으로 이적했는데, 아틀레티코 마드리드의 2군을 이끌고 1년차에 리그를 우승했으나, 플레이오프전 승격을 이룩하지 못했다. 2006년 1월 9일, 발렌시아와의 라 리가 경기에서 득점 없이 비기면서, 그는 12위에 랭크되었고, 카를로스 비안치를 내쫓은 매트리스 제작자들(Colchoneros)의 1군 지휘봉을 잡았고, 그는 소속 구단을 시즌 말까지 이끌었고, 소속 구단은 리그를 10위로 마무리했다.
무르시아는 이어서 4년 동안 2부 리그의 4개 구단 감독을 맡았지만, 한 시즌을 온전히 채운 구단은 없었으나, 모두 소속 리그에서 강등되지 않았다. 2009년 11월 30일, 누만시아와의 안방 경기에서 2-3으로 패하면서, 그는 성적 부진으로 알바세테의 감독직에서 하임되었는데, 카스티야-라 만차 소속 구단은 당시 리그에서 16위에 불과했다.– 결국 최종 순위는 15위였다.
2011년 8월 9일, 무르시아는 루마니아의 브라쇼브와 2년 계약을 맺었고, 그러나, 그는 3경기 만에 가족과의 문제로 인해 리그 I 구단 감독직을 내려놓았다. 2014년 6월, 축구 활동을 그만둔 지 3년 만인 2014년 6월, 그는 불가리아 레프스키 소피아의 감독이 되었다.
무르시아는 성적 부진으로 2014년 8월 4일에 해임장을 받았다. 2016년 11월, 자택에서 근무하던 도중, 레기루스 인테르 감독으로 취임했지만, 불시에 심근 경색으로 쓰러졌고, 혼수상태까지 빠지기도 했지만 결국 회복에 성공했다.
2017년 6월, 무르시아는 카타르 2부 리그로 갓 강등된 알-샤하니아 사령탑으로 취임했다. 그는 1년차에 무패로 우승을 거두며 카타르 스타스리그에 복귀했고, 2년차에는 이 시즌 우승을 거둔 알 사드의 제수알두 페헤이라와 함께 올해의 감독 후보로 지목되기도 했다.

## 수상

### 감독
아틀레티코 마드리드 B
- 세군다 디비시온 B: 2003–04[2]

알-샤하니아
- 카타르 2부 리그: 2017–18

## 감독 통계
2018년 11월 20일 기준
| 구단        | 국적   | 취임            | 해임   | 기록 | 기록 | 기록 | 기록 | 기록 | 기록 | 기록 | 기록  |
| 구단        | 국적   | 취임            | 해임   | 전   | 승   | 무   | 패   | 득   | 실   | 차   | 율    |
| ----------- | ------ | --------------- | ------ | ---- | ---- | ---- | ---- | ---- | ---- | ---- | ----- |
| 알-샤하니아 | 카타르 | 2017년 6월 22일 | 2020년 | 70   | 30   | 13   | 27   | 103  | 90   | +13  | 42.86 |